# Scabrostomus bakeri
Scabrostomus bakeri är en skalbaggsart som beskrevs av Paul E.Skelley och Gordon 2001. Scabrostomus bakeri ingår i släktet Scabrostomus och familjen Aphodiidae. Inga underarter finns listade i Catalogue of Life.